# Episodi di Love Boat - The Next Wave (seconda stagione)
La seconda e ultima stagione della serie televisiva Love Boat - The Next Wave è andata in onda negli Stati Uniti dal 9 ottobre 1998 al 21 maggio 1999 sul canale statunitense UPN.
| nº | Titolo originale                              | Titolo italiano                    | Prima TV USA     | Prima TV Italia |
| -- | --------------------------------------------- | ---------------------------------- | ---------------- | --------------- |
| 1  | All Abroad                                    | Tutti a bordo                      | 9 ottobre 1998   |                 |
| 2  | It Takes Two to Tango                         | Il tango si balla in due           | 16 ottobre 1998  |                 |
| 3  | Captains Courageous                           | Luna di miele con i guantoni       | 23 ottobre 1998  |                 |
| 4  | Reunion                                       | Compagni di viaggio                | 30 ottobre 1998  |                 |
| 5  | All That Glitters                             | Non è tutto oro quello che luccica | 6 novembre 1998  |                 |
| 6  | Bermude Triangle Episode                      | Il Triangolo delle Bermuda         | 13 novembre 1998 |                 |
| 7  | Affairs to Remember                           | Storie da ricordare                | 20 novembre 1998 |                 |
| 8  | Dust, Lust, Destiny                           | Denaro, desiderio, destino         | 18 dicembre 1998 |                 |
| 9  | Don't Judge a Book by Its Lover               | Amore e sfortuna                   | 1º gennaio 1999  |                 |
| 10 | Blind Love                                    | L'insegnante                       | 22 gennaio 1999  |                 |
| 11 | Other People's Business                       | La casa dei sogni                  | 5 febbraio 1999  |                 |
| 12 | Love Floats: The St. Valentine's day Massacre | Il giorno di San Valentino         | 12 febbraio 1999 |                 |
| 13 | Three Stages of Love                          | Il sesso non è tutto               | 19 febbraio 1999 |                 |
| 14 | Divorce, Downbeat and Distemper               | Un cane a bordo                    | 26 febbraio 1999 |                 |
| 15 | Such Sweet Dreams                             | Una donna impossibile              | 19 marzo 1999    |                 |
| 16 | Trances of Lifetime                           | L'ipnosi fa brutti scherzi         | 30 aprile 1999   |                 |
| 17 | About Face                                    | Si cambia look!                    | 7 maggio 1999    |                 |
| 18 | Prom Queen                                    | Il ballo galeotto                  | 14 maggio 1999   |                 |
| 19 | Cuba                                          | Capitani e Colonnelli              | 21 maggio 1999   |                 |